# Macrauchenia
A macrauquênia (Macrauchenia patachonica) foi uma espécie extinta da ordem dos litopternos, que existiu apenas na América do Sul. Viveu de 7.000.000 a.C. a cerca de 18.000 a.C.
A primeira descoberta de um fóssil desta espécie, na Patagônia Argentina, foi de autoria de Charles Darwin, durante sua histórica viagem a bordo do HMS Beagle em 1834. Darwin repassou o fóssil ao paleontólogo britânico Richard Owen, que descreveu a espécie. Posteriormente foram encontrado ossos de macrauquênia no Brasil, Bolívia, Paraguai, Chile e Uruguai.
Eram herbívoros do tamanho de um camelo, com cabeça pequena, pés com três dedos (como os rinocerontes) e narinas entre os olhos, provavelmente ligadas a uma tromba, como a das antas, do tamanho de uma bota. Suas pernas dianteiras eram mais longas que as traseiras, como as das girafas, o que não é típico de animais muito velozes. Porém, também eram resistentes a tensões resultantes de mudanças de direção, o que indica que tinha boa esquiva e era capaz de escapar de predadores poderosos, mas menos ágeis, como o Smilodon. Também era, provavelmente, um bom nadador e ocupava um nicho ecológico similar ao das girafas, apesar do seu pescoço não ser tão longo. Pode ter evoluído de animais do gênero Promacrauchenia, que, para alguns autores, é considerado sinônimo de Macrauchenia.
Uma espécie relacionada, Macrauchenia boliviensis viveu na Bolívia durante o Plioceno.
Em 2017, pesquisadores da Universidade de Potsdam, na Alemanha, e do Museu Americano de História Natural, nos Estados Unidos, conseguiram pela primeira vez recuperar o DNA de uma macrauquênia descoberta em uma cova no sul do Chile. Utilizando uma técnica que possibilitou completar os segmentos genéticos danificados pelo passar do tempo, reconstruindo quase 80% do genoma mitocondrial da espécie, o estudo concluiu que os parentes atuais mais próximos das macrauquênias seriam os perissodáctilos, dos quais sua linhagem teria se separado há 66 milhões de anos.
A combinação incomum de traços morfológicos apresentada por ungulados nativos extintos da América do Sul gerou confusão tanto em Charles Darwin, que os descobriu, quanto em Richard Owen, que buscou esclarecer suas relações filogenéticas. Estudos recentes analisaram quase todo o genoma mitocondrial da espécie Macrauchenia patachonica, posicionando-a como grupo-irmão de Perissodactyla, próxima à diversificação inicial das principais linhagens dentro da Laurasiatheria. Essa posição filogenética é compatível com uma estimativa de divergência de aproximadamente 66 milhões de anos para a separação entre Macrauchenia e os demais Panperissodactyla. Esses resultados reforçam o reconhecimento da ordem Litopterna como um grupo distinto dentro da Laurasiatheria. 